# Íbiszformák

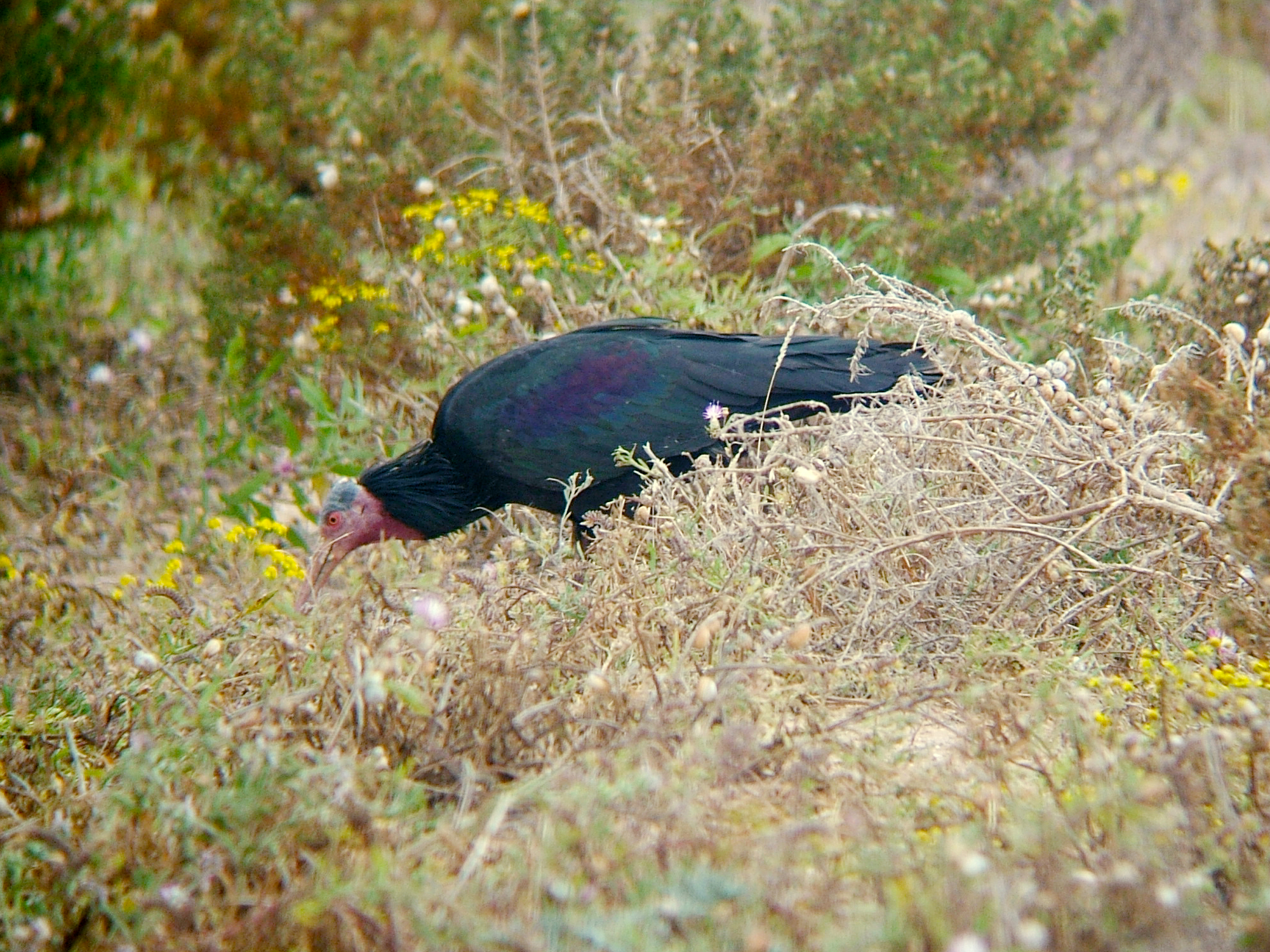
Tarvarjú (Geronticus eremita)

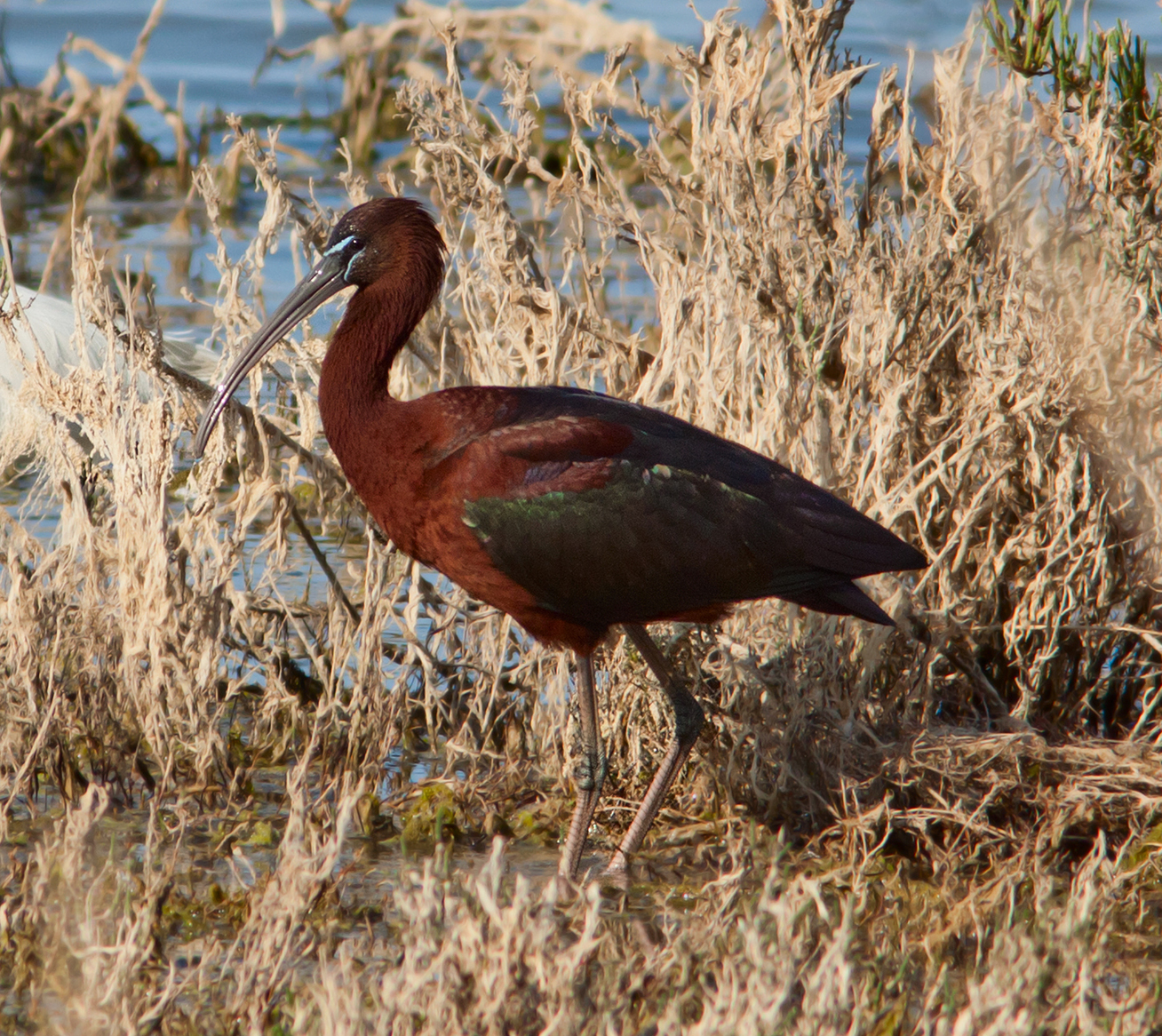
Batla (Plegadis falcinellus)

Az íbiszformák (Threskiornithinae) a madarak (Aves) osztályának gödényalakúak (Pelecaniformes) rendjébe, ezen belül az íbiszfélék (Threskiornithidae) családjába tartozó alcsalád.
Ebbe az alcsaládba 14 madárnem és 30 recens faj tartozik.

## Tudnivalók
Hosszú nyakú és lábú, nagy testű gázlómadarak. A család másik alcsaládjától az különbözteti meg, hogy hosszú csőrük lefelé hajlik és nem kanálszerű, mint a kanalasgémformáknak. Az íbiszek és batlák tartoznak ide. Mocsarak, lápok és vízpartok madarai.

## Rendszertani eltérések
Habár a legtöbb rendszerező hagyományosan az íbiszfélék családját két alcsaládra osztja, a legújabb DNS-vizsgálatok alapján ez a rendszerezés megszűnhet. Ugyanis a kanalasgémformák besorolhatók az óvilági íbiszek közé, míg az újvilági íbiszek kivonhatok az íbiszformák alcsaládjából, hiszen ennek a családnak egy korai elágazását képviselik.
Még nincs kiderítve, ha a két alcsalád egymással szemben monofiletikus csoportot alkot-e, azaz egy közös rendszertani őstől származó élőlények összességét alkotja-e. Az eddigi rendszerezést, 1992-ben a „South American Checklist Committee's” fogadta el a Matheu és del Hoyo nevű ornitológusok kutatásainak alapján. Ők főleg a csőr alakját részesítették előnyben, amikor megalkották e madarak rendszertani besorolását. Azonban a pontosabb rendszerezés érdekében további genetikai kutatásokat kéne véghez vinni.
Az eddigi mitokondriális DNS-vizsgálatok szerint a kanalasgémformák és a Threskiornis nembéli fajok az óvilági íbiszek között saját kládot alkotnak, míg a nipponíbisz (Nipponia nippon) és az Eudocimus-fajok a családnak egy korai elágazását képezik, tehát távolabbi rokonaik az előbbi madaraknak. Ennek következtében a hagyományos rendszerezés, melyben két alcsalád van érvényét veszti.

## Rendszerezés
Az alcsaládba az alábbi 12 recens madárnem tartozik:
- Bostrychia G.R. Gray, 1847 –  5 recens faj
- Cercibis Wagler, 1832 – 1 recens faj
  - hegyesfarkú íbisz (Cercibis oxycerca) (Spix, 1825)
- Geronticus Wagler, 1832 – 2 recens faj és 3 fosszilis faj
- Eudocimus Wagler, 1832 – 2 recens faj és 1 fosszilis faj
- Lophotibis L. Reichenbach, 1853 – 1 recens faj
  - sörényes íbisz (Lophotibis cristata) (Boddaert, 1783)
- Mesembrinibis J.L. Peters, 1930 – 1 recens faj
  - zöld batla (Mesembrinibis cayennensis) (Gmelin, 1789)
- Nipponia L. Reichenbach, 1853 – 1 recens faj
  - nipponíbisz (Nipponia nippon) (Temminck, 1835)
- Phimosus Wagler, 1832 – 1 recens faj
  - kormos íbisz (Phimosus infuscatus) (Lichtenstein, 1823)
- Plegadis Kaup, 1829 – 3 recens faj és 1 fosszilis faj
- Pseudibis Hodgson, 1844 – 3 recens faj
- Theristicus Wagler, 1832 – 4 recens faj
- Threskiornis G.R. Gray, 1842 – 5 recens faj és 1 kihalt faj

A korábban monotipikus nembe (Thaumatibis) sorolt óriásíbiszt, újabban a Pseudibis  nevű madárnembe helyezték át.

### Kihalt nemek
Az alábbi lista az alcsaládba tartozó kihalt nemeket foglalja magába:
- Apteribis Olson & Wetmore, 1976[5] - 2 faj; Hawaii
- Xenicibis H. E. Anthony, 1919–20[6] - 1 faj; Jamaica
  - Xenicibis xympithecus H. E. Anthony, 1919–20[7]

### Fordítás
- Ez a szócikk részben vagy egészben  a   Threskiornithidae című angol Wikipédia-szócikk ezen változatának fordításán alapul.  Az eredeti cikk szerkesztőit annak laptörténete sorolja fel. Ez a jelzés csupán a megfogalmazás eredetét és a szerzői jogokat jelzi, nem szolgál a cikkben szereplő információk forrásmegjelöléseként.